# Grensovergang Helmstedt-Marienborn

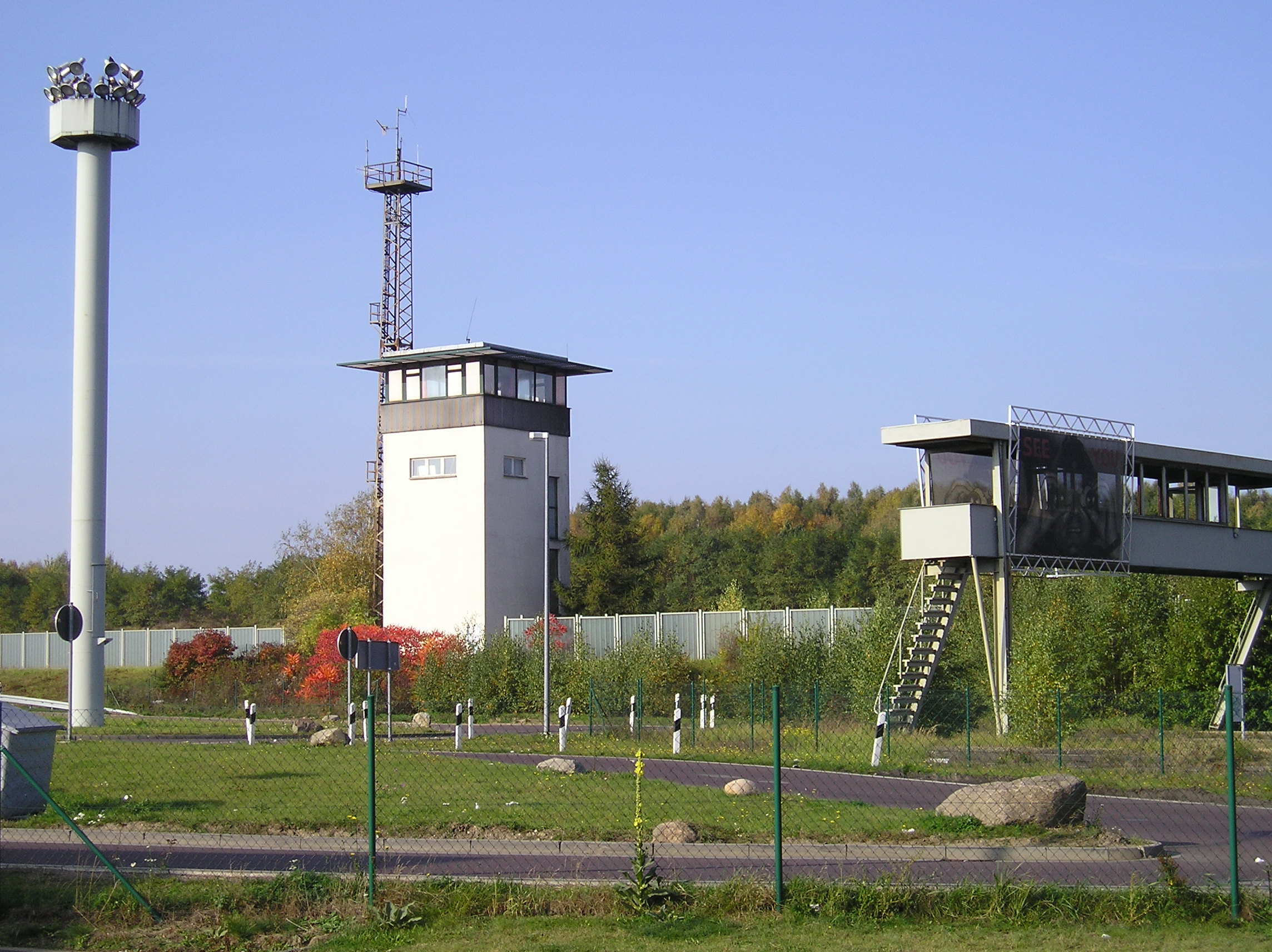
Grensovergang Helmstedt-Marienborn

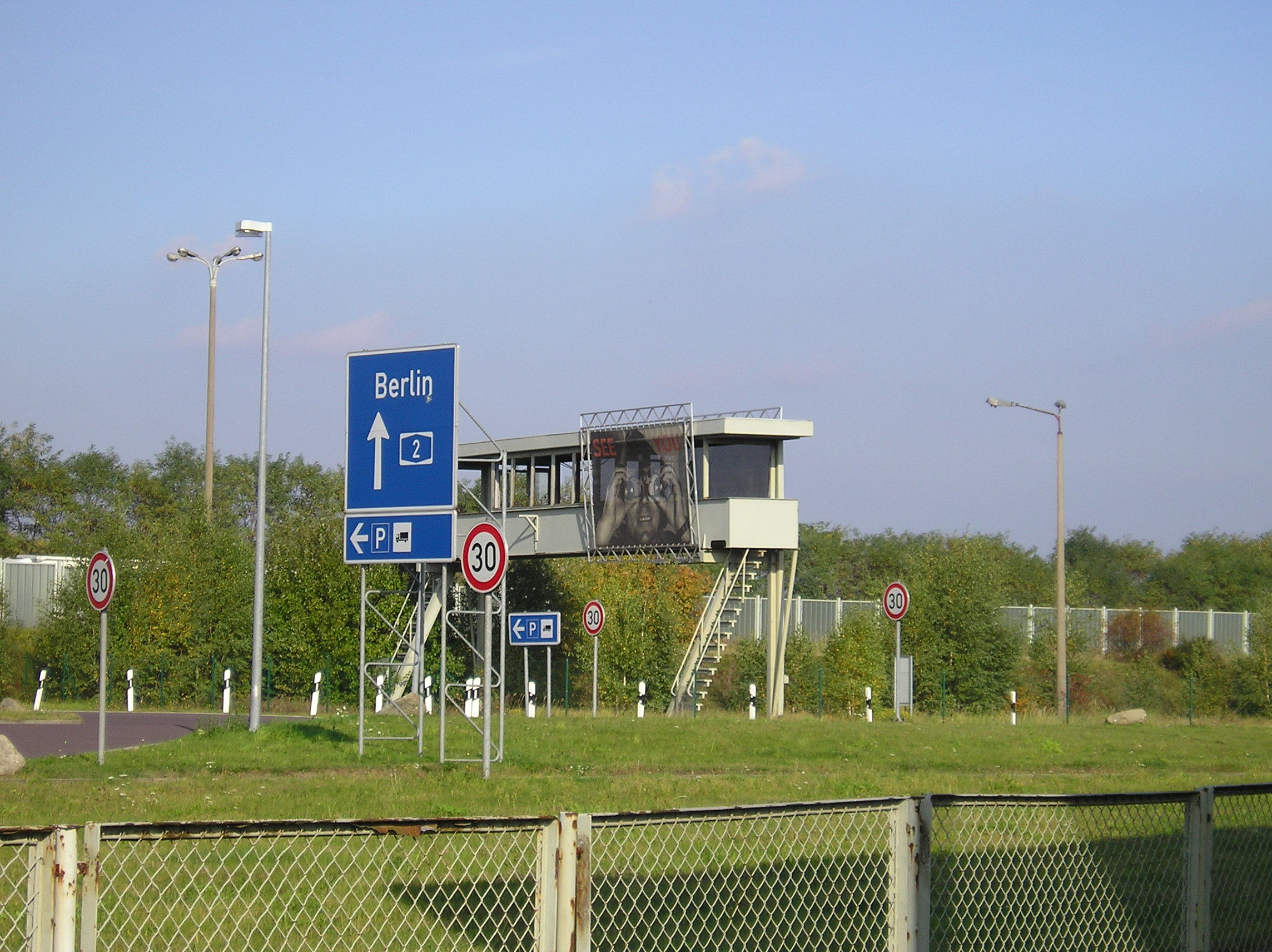
Snelweg A2

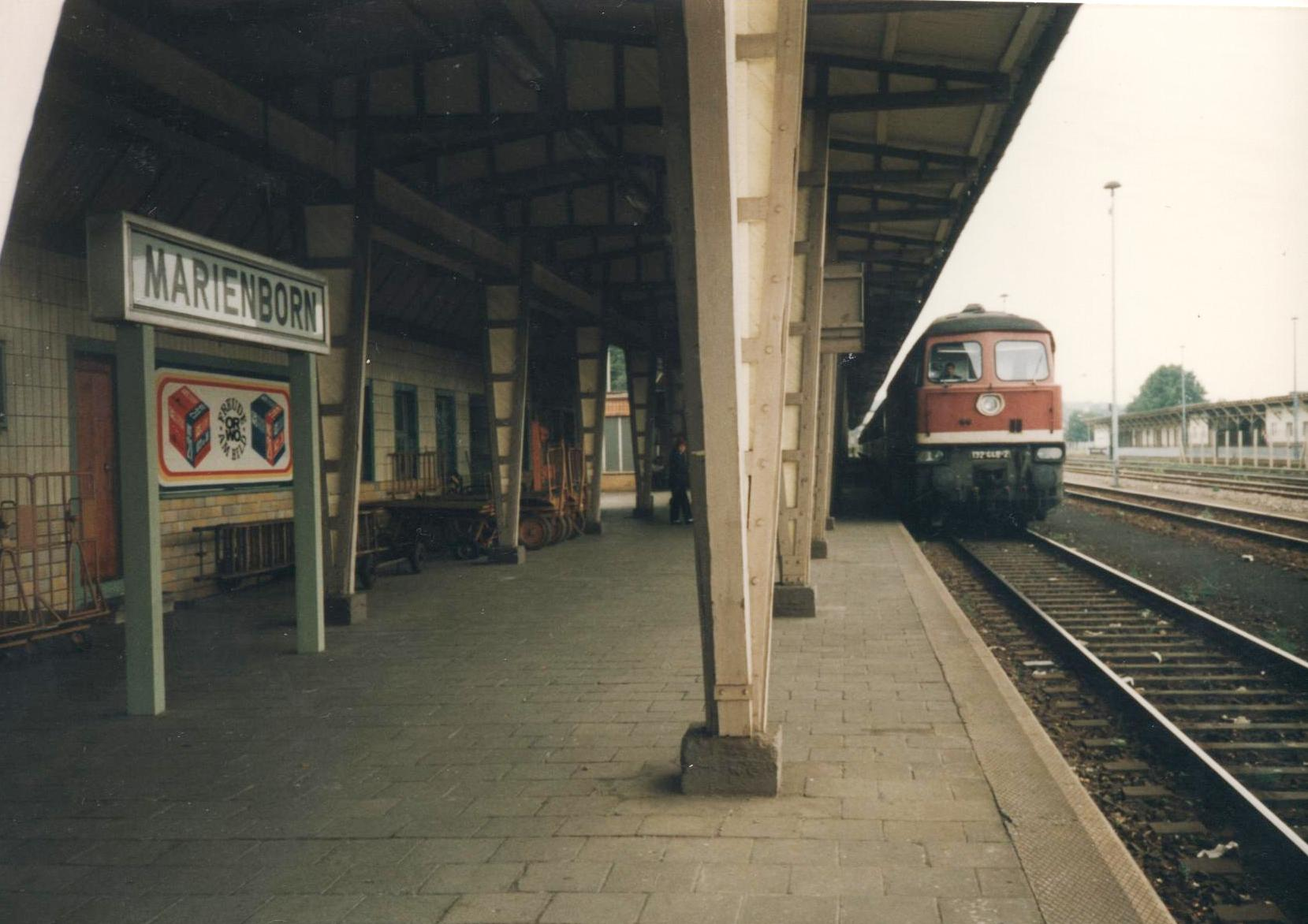
Ook controle van treinen

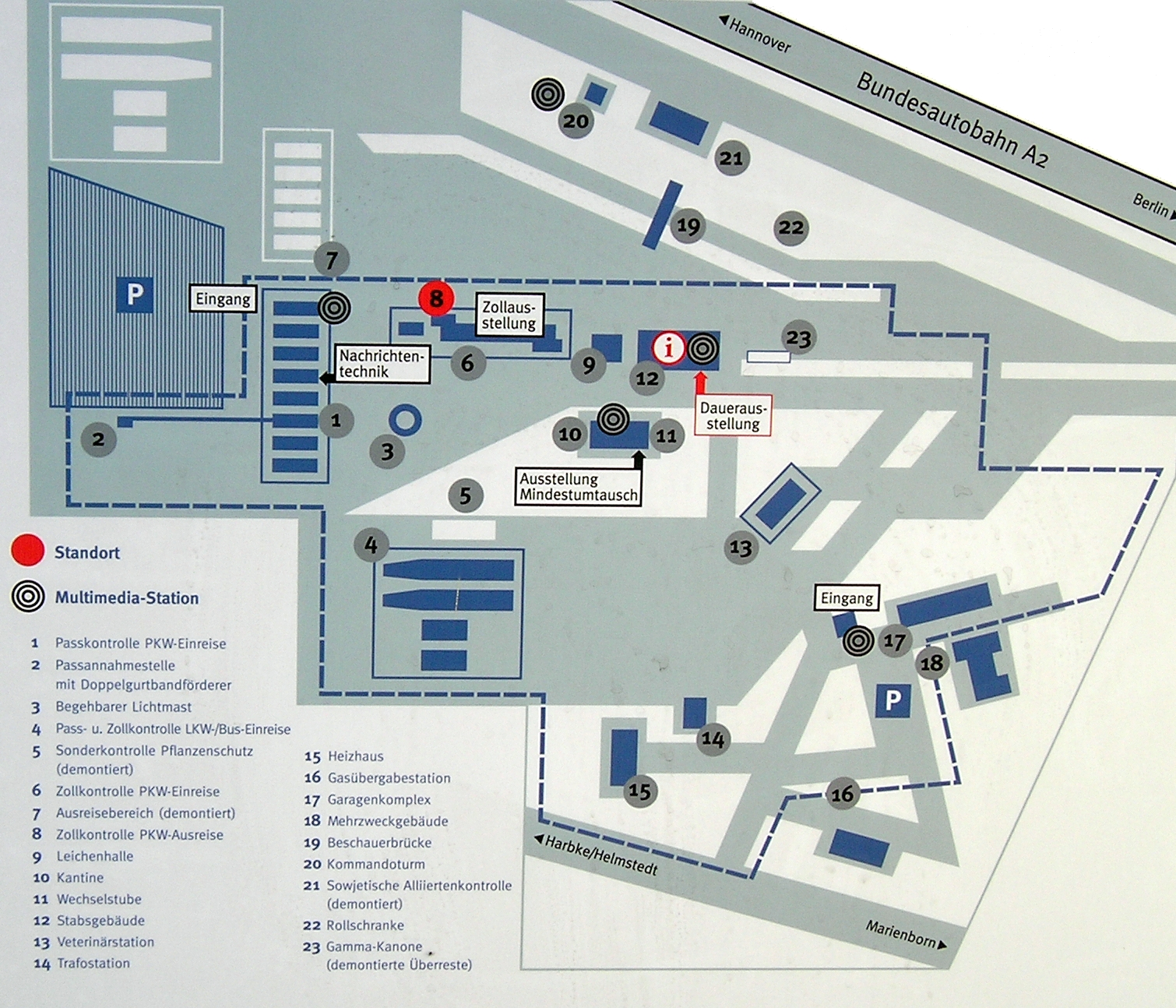
Plattegrond

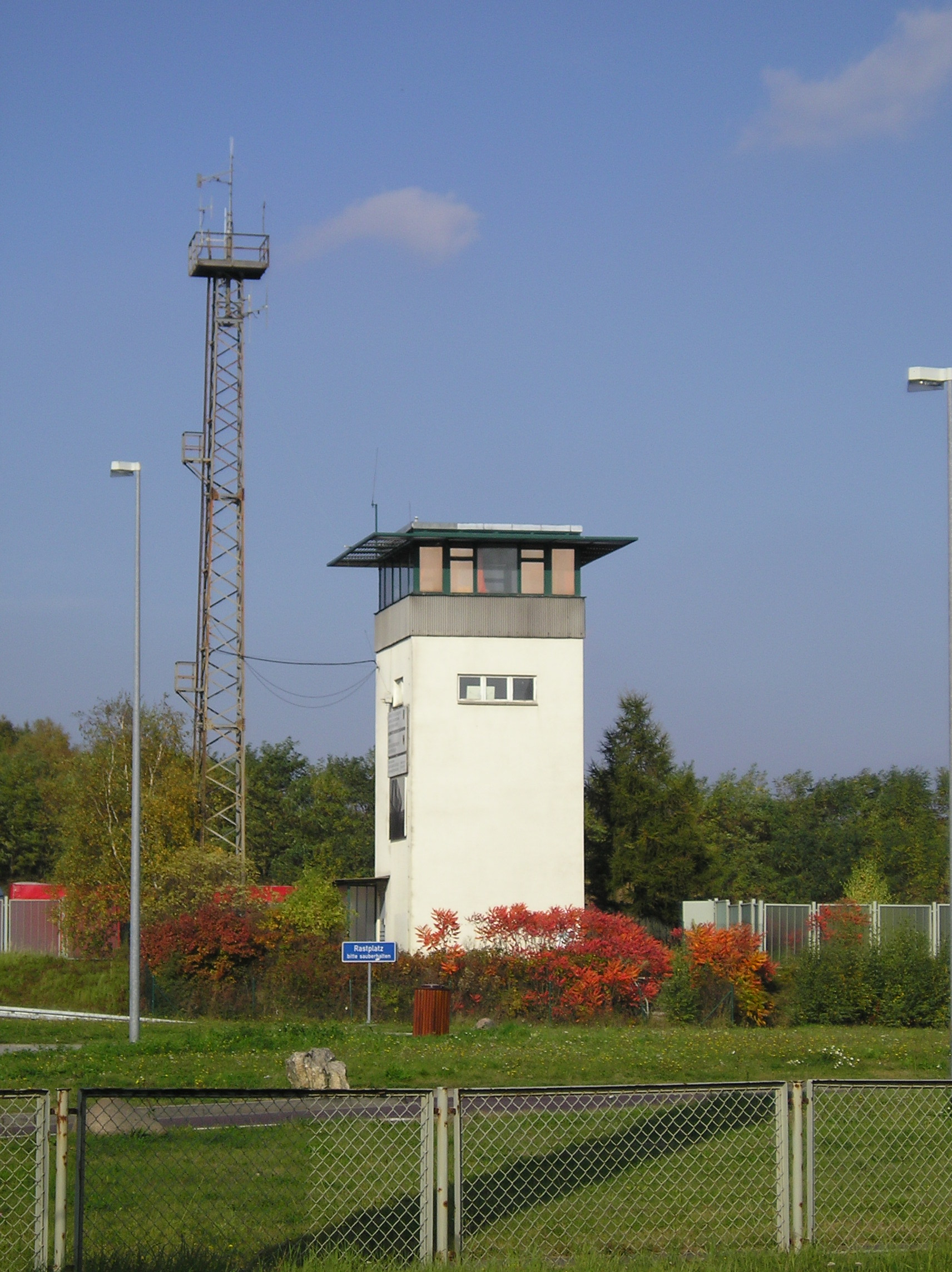
Commandotoren

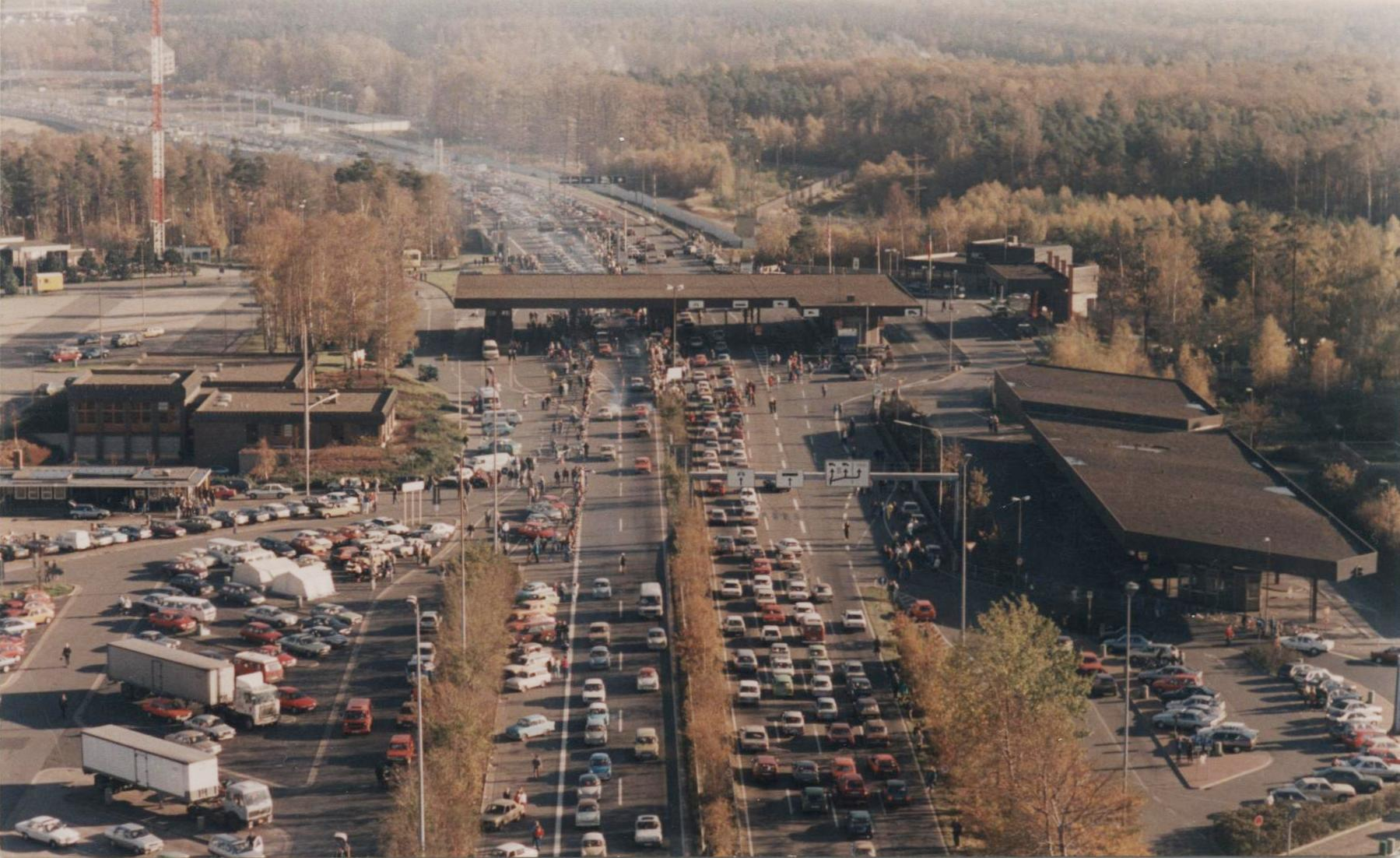
Drukte bij de grens (november 1989)

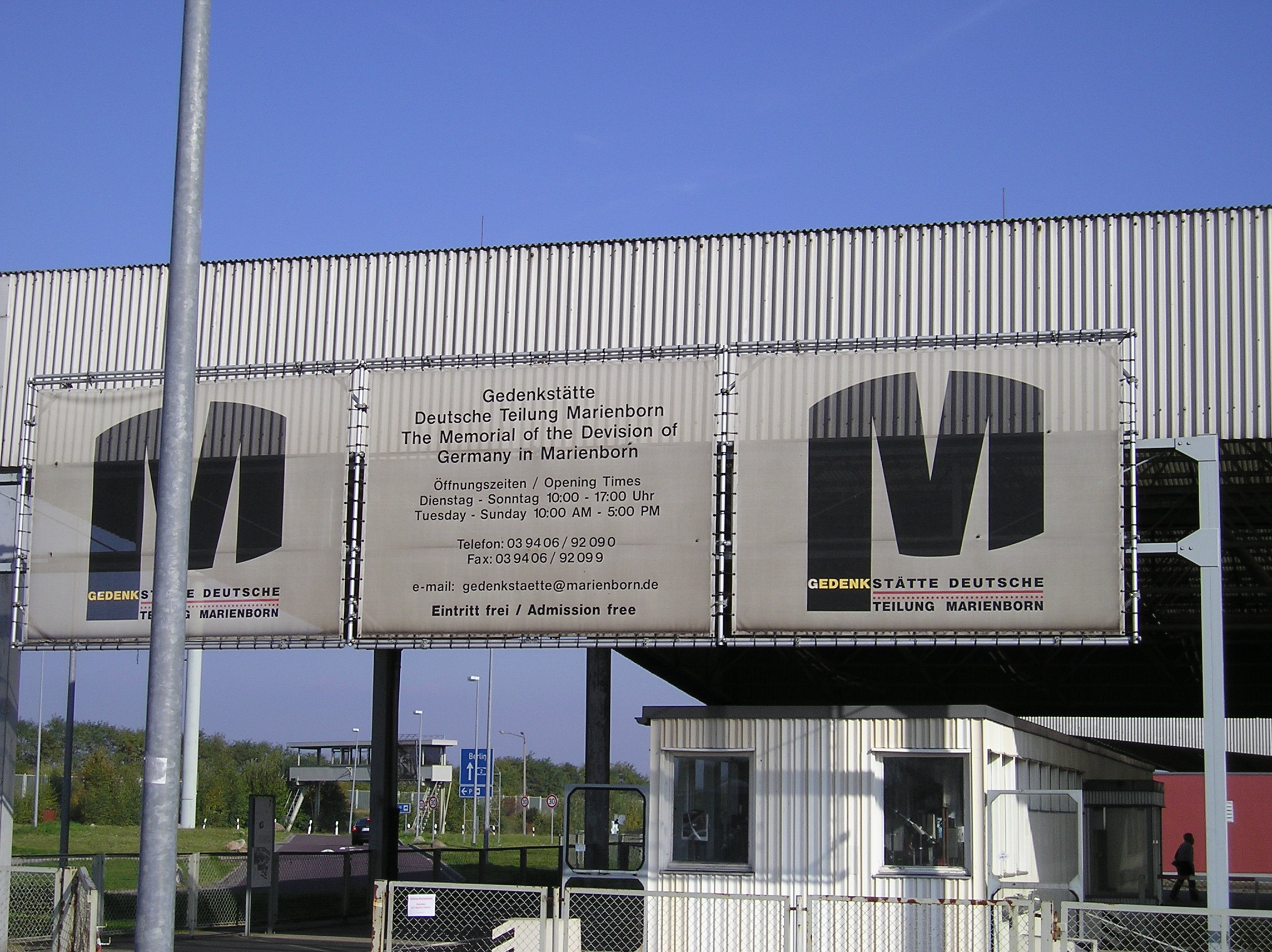
Ingang museum

De Grensovergang Helmstedt-Marienborn was tijdens de deling van Duitsland vanwege zijn geografische ligging de grootste en belangrijkste grensovergang in de Duits-Duitse grens. De korte route (170 km) over land van de Bondsrepubliek Duitsland (West-Duitsland) naar de enclave West-Berlijn liep via deze grenspost. Ook ander verkeer van de Bondsrepubliek naar de Duitse Democratische Republiek (Oost-Duitsland/DDR), Polen en Tsjechoslowakije kwam hierlangs. Het meeste transitverkeer werd via deze grensovergang afgehandeld.
De grensovergang bestond tussen 1945 en 1990 en bevond zich tussen de Oost-Duitse plaats Marienborn en de rand van het Lappwald.
De overgang onderbrak de snelweg A2 tussen de aansluitingen Helmstedt-Ost en Ostingersleben.

## Eerste controleposten
De eerste controlepost werd hier op 1 juli 1945 geplaatst, op de scheidingslijn tussen de Britse en de Sovjetbezettingszone. Deze controlepost moest internationaal spoorwegverkeer en verkeer op de snelweg tussen Hannover en Berlijn controleren. De tijdelijke houten gebouwen stonden exact op de grens van de zones.

## Checkpoints Alpha, Bravo en Charlie
De grensovergang op de snelweg werd door de geallieerden Checkpoint Alpha genoemd, naar de eerste letter van het spellingsalfabet van de NAVO. Aan de andere kant, tussen Drewitz en de Berlijnse wijk Dreilinden, werd de grensovergang Checkpoint Bravo genoemd. In Berlijn zelf was het geallieerde Checkpoint Charlie geplaatst, voor verkeer van en naar Oost-Berlijn. Tijdens de Blokkade van Berlijn van juni 1948 tot mei 1949 werd de verbinding tussen de controleposten Alpha en Charlie belangrijker omdat de Sovjet-controlepost was gesloten.
Hoewel de Oost-Duitsers spraken van een Grenzübergangsstelle (grensovergang) gebruikten de geallieerden de aanduiding checkpoint. Dit omdat de geallieerden de DDR niet als staat erkenden. Nadat in 1973 de DDR als staat werd erkend door de Verenigde Naties, bleef de term checkpoint in gebruik.

## Operationele controle
Vanaf 1950 voerden de Oost-Duitse Grenzpolizei (Grepo) en later de grenstroepen van de DDR de controle uit aan de oostkant van de controlepost. De geallieerde militairen die van en naar West-Berlijn reisden werden echter door Sovjet-militairen gecontroleerd.
Door de verhoogde spanningen tussen de geallieerden en de Sovjet-Unie tijdens de Koude Oorlog werd de grensovergang uitgebreid en de beveiliging aangescherpt. De oorspronkelijke controlepost werd als niet veilig beschouwd.

## Uitbreiding in de jaren zeventig
Tussen 1972 en 1974 werd door de DDR een nieuwe controlepost gebouwd op een 35 hectare groot veld op een heuvel nabij Marienborn, ongeveer anderhalve kilometer ten oosten van de grens. De gebouwen werden verbonden middels tunnels zodat de militairen en politie de controlepost eenvoudig en in het geheim konden bereiken. In en nabij deze controlepost waren zo'n 1000 mensen werkzaam als paspoortcontroleur, als douanebeambte of als grenspolitie.
De geallieerden hielden de controlepost aan de westelijke zijde onder controle met kleine garnizoenen van Franse, Britse en Amerikaanse troepen gestationeerd in Helmstedt. Aan de kant van Bondsrepubliek droegen de Bundesgrenzschutz en de douane zorg voor de operationele controle. Aan deze kant van de grens waren de gebouwen kleiner in vergelijking met Marienborn en meer provisorisch van opzet.
De strenge Oost-Duitse controle en toename in verkeer zorgden voor een toename in wachttijden en files aan de West-Duitse kant. De Duitse regering besloot daarom extra parkeerplaatsen en wegrestaurants te plaatsen op de weg naar Helmstedt. Uniek in de Duitse wegengeschiedenis is hierbij dat op de snelweg A2 nabij de grensovergang een zebrapad werd aangelegd. Eind jaren zeventig werd dit zebrapad weer verwijderd.

## Opheffing
Eind 1989 werd de grensbewaking afgezwakt. Op 30 juni 1990 om middernacht werd de grensovergang opgeheven, precies 45 jaar na de opening.
De voormalige DDR-gebouwen zijn sinds oktober 1990 monumenten. Het DDR-uitreisgebied werd afgebroken toen de A2 werd uitgebreid naar zes rijstroken. Ook de voormalige West-Duitse gebouwen zijn afgebroken of zijn voor andere doeleinden in gebruik.

## Museum
In het voormalig DDR-controlegebied is een wegrestaurant met motel gebouwd. Verder is in dit gebied een museum gevestigd, Gedenkstätte Deutsche Teilung Marienborn. Het werd op 13 augustus 1996 geopend en wordt geëxploiteerd door de deelstaat Saksen-Anhalt.